# Špalír
Špalír (z německého das Spalier) je uskupení lidí, kteří ze dvou stran lemují cestu pro slavnostní průvod. Tvoří se například při svatbách, kdy mezi svatebními hosty procházejí ženich s nevěstou a případně také jejich rodiče a svědci.